# Ночь карандашей (фильм)
«Ночь карандашей» (исп. La noche de los lápices) — кинофильм режиссёра Эктора Оливеры, вышедший на экраны в 1986 году. Лента, основанная на документальной книге Марии Сеоане и Эктора Руиса Нуньеса, участвовала в конкурсной программе XV Московского кинофестиваля.

## Сюжет
Середина 1970-х годов. Студент Пабло Диас вместе с друзьями участвует в молодёжном движении, которое с успехом добивается от правительства бесплатных проездных билетов для учащихся. После государственного переворота, произошедшего в марте 1976 года, всё меняется: начинаются аресты активистов, увольнения неугодных преподавателей и т. д. Наконец, 16 сентября 1976 года, в так называемую ночь карандашей, Пабло и шестеро его друзей похищаются вооружёнными отрядами и помещаются в застенки, где их пытают и всячески унижают. Родственники остаются в неведении о том, где держат студентов. После нескольких месяцев мучений лишь Пабло удаётся выжить, чтобы рассказать о случившемся...

## В ролях
- Алехо Гарсия Пинтос — Пабло Диас
- Вита Эскардо — Клаудия Фальконе
- Пабло Новак — Орасио
- Леонардо Сбаралья — Даниэль
- Хосе Мария Монхе — Панчито
- Пабло Мачадо — Клаудио
- Адриана Салония — Мария Клара